# Hôtel de ville de Stanstead-Est
L'hôtel de ville de Stanstead-Est est le siège du conseil municipal de la municipalité de Stanstead-Est, au Québec (Canada). L'édifice est construit en 1817 et sert à l'origine d'école primaire pour le hameau de Cassville. Elle est l'une des rares écoles rurales du Québec construites avant 1829. À la suite d'une baisse constante du nombre d'élèves, l'école ferme en 1913 et la commission scolaire loue l'édifice à divers organismes. Elle est vendue en 1947 à la municipalité de Stanstead-Est en 1947 et est utilisée depuis 1950 comme mairie. Elle a été citée comme immeuble patrimonial par la même municipalité.

## Histoire
Le hameau de Cassville a été fondé en 1799 par un groupe du New Hampshire surnommé les « Nine Partners », groupe qui comprenait les frères Cass, d'où le nom. L'école est construite en 1817 par corvées. L'éducation est initialement offerte aux jeunes par frais de scolarité et contributions volontaires des parents. À partir de 1829, le gouvernement du Bas-Canada promulgue une loi permettant la subvention du salaire des enseignants, ce qui profite à l'école. La population des élèves augmente en raison de sa bonne réputation et elle obtient le statut d'académie en 1856. En 1859, elle commence à recevoir des élèves francophones. En 1861, la population scolaire commence à décroitre et elle redevient une simple école élémentaire en 1871. En 1875, elle devient publique par son achat par la Corporation des commissaires d'écoles du Canton de Stanstead. Le nombre d'élèves diminue et elle ferme en 1913.
En 1917, elle est louée par la commission scolaire catholique. Elle sert encore d'école protestante en 1920 et est de nouveau louée par les catholiques en 1923. En 1929, la population vote une résolution  pour que l'édifice soit utilisé comme centre communautaire. Le grenier est alors loué à la Independent Order of Good Temperance, la société d'histoire, puis par le Women's Institute. La commission scolaire catholique loue de nouveau l'édifice entre 1942 et 1953.
En 1947, la commission scolaire protestante vend l'édifice à la municipalité de Stanstead-Est. La municipalité commence à utiliser l'édifice comme mairie en 1950. En 1987, la démolition de l'édifice est considérée pour la construction d'une nouvelle mairie. L'hôtel de ville a été cité immeuble patrimonial par la municipalité de Stanstead-Est le 7 mars 1988. En 1989, le perron est remplacé, les fenêtres changées et de parement repeint.